# Beatrice Portinari
Beatrice Portinari, muza Danteja Alighierija, * 1266, Firence, † 8. junij 1290, Firence.
Beatrice (z vzdevkom Bice) Portinari je bila hči florentinskega meščana Folca Portinarija. Bila je Dantejeva sodobnica in skorajda soseda. Leta 1287 se je poročila z bankirjem (Simonejem dei Bardi) ter dve leti kasneje umrla. 
Kljub nekaterim drugačnim stališčem, danes »Bice« bolj ali manj povezujemo z Beatrice, ki jo je kot svojo muzo opeval Dante. Vendar ne obstaja veliko dokumentov o njenem življenju, tako da se je v literarni vedi pogosto dvomilo, da je Beatrice sploh realna oseba (npr. E. R. Curtius). Do nedavnega je bil edini avtentični dokument o njenem življenju oporoka Folca Portinarija iz leta 1287. Iz nje je mogoče sklepati, da je bila Beatrice oseba, ki je živela v hiši blizu Dantejeve. V zadnjem času so odkrili več dokumentov iz arhiva družine Bardi, ki omenjajo Bice kot ženo Simoneja de Bardija.
Datuma Beatricinega domnevnega rojstva in smrti sta bila izračunana glede na domnevno letnico Dantejevega rojstva, upoštevajoč Dantejeve omembe v Novem življenju, čeprav je iz ugotovitev sodobne literarne znanosti jasno, da je Dante namenoma uporabljal prav določene datume in določena števila (število 9, število 8), da je skonstruiral zgodbo o Beatrice kot božji vodnici. V okviru teh dveh števil pa v besedilu potekajo tudi prvo srečanje z Beatrice in njena smrt.
Tudi sicer večina biografskih detajlov izhaja iz Novega življenja, med drugim detajl, da nikoli v življenju nista spregovorila. Vsi ti detajli so zgodovinsko nezanesljivi, izhajajo pa iz visoke simbolne vrednosti, ki jo je Dante pripisoval literarnemu liku Beatrice.
Šele v zadnjem stoletju je literarna znanost pričela ločevati Beatrice kot zgodovinsko osebo in Beatrice kot literarni lik oziroma skušala na kompleksnejši način obravnavati in razložiti razmerje med obojima. 
Po Beatrice se imenuje asteroid 83 Beatriče (83 Beatrix).